# Romain Alessandrini
Romain Alessandrini (Marseille, 3 april 1989) is een Frans voetballer die bij voorkeur als vleugelaanvaller speelt. Hij verruilde Olympique Marseille in januari 2017 voor Los Angeles Galaxy.

## Clubcarrière

### Gueugnon
Op 9-jarige leeftijd sloot Alessandrini zich aan bij Olympique Marseille. Toen hij 15 jaar oud was verliet hij de club en trainde hij mee bij Gueugnon. Hij debuteerde voor die club tijdens het seizoen 2008-2009 in de Championnat National, het op twee na hoogste niveau in Frankrijk. In het eerste duel van het daaropvolgende seizoen scheurde hij de ligamenten van zijn knie waardoor hij bijna het volledige seizoen uit de roulatie was. In de laatste vijf wedstrijden van dat seizoen scoorde hij twee doelpunten.

### Clermont
In juli 2010 tekende hij een tweejarig contract bij Clermont Foot als vervanger van de naar Stade Rennais teruggekeerde huurling Yacine Brahimi. Hij scoorde bij zijn debuut tegen US Boulogne. In november 2010 werd zijn contract verlengd met twee seizoenen. In zijn eerste seizoen scoorde hij 13 doelpunten en gaf hij 7 assists in alle competities. In zijn tweede seizoen hielp hij Clermont Foot aan een vijfde plaats in de Ligue 2 met 11 doelpunten en 4 assists. In beide seizoenen werd Alessandrini in het beste Ligue 2 elftal opgenomen.

### Rennais
Op 28 juni 2012 tekende Alessandrini een vierjarig contract bij Stade Rennais. Op 25 augustus 2012 scoorde hij zijn eerste Ligue 1 doelpunt tegen SC Bastia. Daarna scoorde hij een volley tegen AS Nancy en een spectaculair doelpunt tegen Paris Saint-Germain. Hij is een van de meest trefzekere spelers in de Ligue 1 gedurende het seizoen 2012-2013.

### Olympique de Marseille
Op 25 juni 2014 tekende Alessandrini een contract bij Olympique de Marseille, waar hij zijn jeugdopleiding genoot.

### LA Galaxy
Begin 2017 maakte Alessandrini de overstap van Olympique de Marseille naar de Amerikaanse club LA Galaxy, waar onder andere oud-eredivisievoetballer Zlatan Ibrahimovic speelt. In 61 wedstrijden maakte hij 24 doelpunten en gaf hij 19 assists.

### Kenmerken
Allesandrini staat bekend om zijn snelheid en behendige dribbels. Daarnaast valt hij op door zijn blessuregevoeligheid.